# Pedro de Sintra
Pedro de Sintra (15e eeuw) was een Portugese ontdekkingsreiziger. Ten tijde van Hendrik de Zeevaarder ontdekte hij Sierra Leone (1462) en ten tijde van Fernão Gomes ontdekte hij het Koninkrijk Benin. Hij beschreef dat de straten van Benin breed en schoon waren in tegenstelling tot alles wat hij in Europa was tegengekomen. Hij beschreef ook dat de mensen goed gekleed waren. Hij stierf in 1484 in Guinee.